# Ryska frivilligkåren
Ryska frivilligkåren (ryska: Русский добровольческий корпус, förkortat РДК/Russkij dobrovoltjeskij korpus, förkortat RDK) är en rysk högerextrem paramilitär enhet baserad i Ukraina.

## Organisationen
Den bildades i augusti 2022, under den ryska invasionen av Ukraina, för att slåss mot ryska styrkor. Gruppen ska enligt uppgift bestå av ryska emigranter som i första hand är förenade av sitt motstånd mot Vladimir Putin. Gruppen säger sig vara en del av Ukrainas försvarsmakt, men ukrainska militära tjänstemän säger att den är oberoende och en del av den ukrainska främlingslegionen. Man färdas i amerikanska fordon som överlämnats av USA till den ukrainska armén.
Gruppen tog på sig ansvaret för en räd mot två byar i Brjansk oblast, Ryssland i mars 2023. 
I maj 2023 deltog den i en större gränsöverskridande räd in i Belgorod oblast, Ryssland, tillsammans med Legionen "Frihet för Ryssland". Vid en presskonferens efter denna träd framträdde flera företrädare för frivilligkåren: 
- Ledaren Denis Kapustin[2], en rysk nationalist som förespråkar ett mono-etniskt Ryssland.[3]
- Aleksej Ljovkin som flytt till Ukraina efter att ha blivit dömd för hatbrott i Ryssland. Enligt The Daily Telegraph hade han organiserat nynazistgruppen Wotanjugend och bedrivit vapenträning.
- Aleksej Skachkov beskrivs av ukrainsk underrättelsetjänst som ledare för en radikal nynazistisk grupp, arresterad för att ha sålt översatta versioner av ett manifest, skrivet av terroristen som 2019 mördade 50 människor i Christchurch, Nya Zeeland.[4]

## Bilder

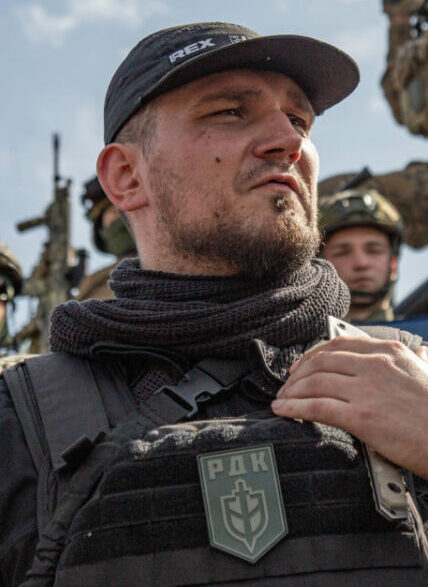
Ryska frivilligkårens ledare, Denis Kapustin.